# بقاع کفرا
بقاع کفرا (به عربی: بقاع‌کفرا) یک منطقهٔ مسکونی در لبنان است که در استان شمالی لبنان واقع شده‌است. بقاع کفرا ۱٬۶۵۰ متر بالاتر از سطح دریا واقع شده‌است.